# Kuukkaansaari
Kuukkaansaari är en halvö i Finland. Den ligger i sjön Kuukas och i kommunen Kuusamo i den ekonomiska regionen  Koillismaa ekonomiska region  och landskapet Norra Österbotten, i den nordöstra delen av landet, 700 km norr om huvudstaden Helsingfors.